# Гриценко, Дмитрий Максимович
Дмитрий Максимович Гриценко (11 сентября 1902, село Григорьевка, ныне Решетиловский район, Полтавская область — 31 августа 1974, Москва) — советский военный деятель, Генерал-майор танковых войск (1943 год).

## Начальная биография
Дмитрий Максимович Гриценко родился 11 сентября 1902 года в селе Григорьевка ныне Решетиловского района Полтавской области.

## Военная служба

### Довоенное время
В октябре 1921 года был призван в ряды РККА и направлен на учёбу в 14-ю пехотную школу в Полтаве, после окончания которой служил в 99-й стрелковой дивизии на должностях командира стрелкового и артиллерийского взводов в 297-м стрелковом полку и командира взвода артиллерийского дивизиона 295-го стрелкового полка. В ноябре 1927 года был переведён в 99-й артиллерийский полк, где служил на должностях командира артиллерийского взвода, взвода полковой школы, командира батареи и помощника командира артиллерийского дивизиона.
В 1933 году был направлен на учёбу в Военную академию механизации и моторизации РККА, по окончании которой в июне 1937 года был назначен на должность начальника 1-й части штаба 31-й механизированной бригады (Ленинградский военный округ), в 1938 году — на должность начальника штаба 7-й лёгкой танковой бригады (Дальневосточный фронт). Вскоре был направлен на учёбу в Академию Генерального штаба, слушателем которой принимал участие в походе в Западную Белоруссию. После окончания академии в июле 1940 года был назначен на должность помощника начальника, затем — на должность старшего помощника начальника 4-го отдела Организационного управления Генерального штаба РККА, в марте 1941 года — на должность начальника штаба 25-го механизированного корпуса (Харьковский военный округ), а в июне — на должность преподавателя тактики Военной академии механизации и моторизации РККА.

### Великая Отечественная война
С началом войны Гриценко находился на прежней должности.
В августе 1941 года был назначен на должность заместителя начальника оперативного отдела штаба Брянского фронта, который в октябре 1941 года принимал участие в ходе Орловско-Брянской оборонительной операции, а затем в условиях окружения отступал на Тульском направлении.
С декабря 1942 по февраль 1943 года командовал 20-м танковым корпусом, который в составе Брянского фронта принимал участие в ходе оборонительных и наступательных операций по правому берегу реки Зуша восточнее города Орёл. В апреле 1943 года был назначен на должность начальника штаба этого корпуса, находившегося в резерве Ставки Верховного Главнокомандования, а в июне — на должность начальника штаба 11-го танкового корпуса, который принимал участие в Донбасской и Мелитопольской наступательных операциях и освобождении города Волноваха. С октября исполнял должность командира этого корпуса, находившегося в резерве Ставки Верховного Главнокомандования. С января 1944 года был вновь назначен на должность начальника штаба этого же корпуса, который вскоре принимал участие в ходе Люблин-Брестской, Варшавско-Познанской и Берлинской наступательных операций, а также при освобождении и взятии городов Любомль, Лукув, Седльце, Радом, Лодзь, Томашув-Мазовецки и Берлин.

### Послевоенная карьера
После войны Гриценко находился на прежней должности.
В марте 1946 года был назначен на должность командира 16-й механизированной дивизии, в январе 1947 года — на должность командира 11-й гвардейской танковой дивизии, в июне — на должность 18-й гвардейской механизированной дивизии, в декабре 1950 года — на должность начальника штаба бронетанковых и механизированных войск Белорусского военного округа, а в феврале 1951 года — на должность старшего преподавателя кафедры бронетанковых и механизированных войск в Высшей военной академии имени К. Е. Ворошилова.
Генерал-майор танковых войск Дмитрий Максимович Гриценко в сентябре 1954 года вышел в отставку. Умер 31 августа 1974 года в Москве.

## Награды
- Орден Ленина;
- Три ордена Красного Знамени;
- Орден Суворова 2 степени;
- Орден Кутузова 2 степени;
- Орден Отечественной войны 1 степени;
- Орден Красной Звезды;
- Медали.